# Synoptical Flora of North America
Synoptical Flora of North America (abreviado Syn. Fl. N. Amer. (ed. 2)) es un libro con ilustraciones y descripciones botánicas que fue escrito por Asa Gray y completado por Benjamin Lincoln Robinson. Fue publicado en dos volúmenes en el año 1886.